# Identificatie (recht)
Identificatie in juridische zin is het vaststellen van de identiteit van een persoon (persoonsidentificatie), of ook wel het tonen van een geaccepteerd persoonsbewijs waaruit de bevoegde instantie (bijvoorbeeld politie of douane) de identiteit van een persoon kan vaststellen.
Voor het identificeren is een geldig identiteitsbewijs nodig, dan wel toereikende biometrische eigenschappen uit een databank, zoals een vingerafdruk of irisscan. Na overlijden van een persoon zijn getuigenissen van familie/bekenden en/of biometrische identificatie noodzakelijk.

## Identificatie van overledenen
Ook bij het vaststellen van de identiteit van overledenen wordt gesproken van identificatie. Voordat de arts die een lijkschouw doet, de overlijdensverklaring invult, moet met zekerheid zijn vastgesteld wat de identiteit van de overledene is. In de meeste gevallen is dat vrij eenvoudig, bijvoorbeeld omdat de arts de overledene goed kent, of als er getuigen en/of identiteitsbewijzen aanwezig zijn. Maar bij rampen, in situaties waarbij overledenen onherkenbaar verminkt zijn, of bij vreemdelingen, kan identificatie soms veel inspanning vergen. Identificatie kan dan mogelijk gedaan worden aan de hand van gebitsonderzoek, DNA-onderzoek, kleding, sieraden, enz.. 

## Andere vormen van identificatie
- Voorwerpen kunnen worden geïdentificeerd met behulp van een certificaat van echtheid.